# Electrocorticografía
La electrocorticografía (ECoG) es la práctica de utilizar electrodos colocados directamente sobre la superficie expuesta del cerebro para registrar la actividad eléctrica de la corteza cerebral. ECoG se realiza ya sea en el quirófano durante la cirugía (ECoG intraoperatoria) o fuera de la cirugía (ECoG extraoperatoria). Debido a que una craneotomía (una incisión quirúrgica en el cráneo) es necesaria para implantar la red de electrodos, ECoG es un procedimiento invasivo. ECoG es actualmente considerado como el sistema estándar para definir las zonas epileptogénica en la práctica clínica.

## Historia
Los neurocirujanos Wilder Penfield y Herbert Jasper fueron los primeros en utilizar ECoG en la década de 1950 en el Instituto Neurológico de Montreal. Los dos desarrollaron ECoG como parte de su innovador procedimiento en Montreal, un protocolo quirúrgico utilizado para tratar a los pacientes con epilepsia severa. Los potenciales corticales registrados por ECoG se utilizaron para identificar las zonas epileptogénicas - regiones de la corteza que generan las convulsiones. Estas zonas serían extraídas quirúrgicamente de la corteza cerebral durante la resección, removiendo el tejido cerebral donde se había originado las crisis epilépticas. Penfield y Jasper también se utilizaron la estimulación eléctrica durante la sesión de ECoG en los pacientes sometidos a cirugía por epilepsia que tenían anestesia local. Este procedimiento fue utilizado para explorar la anatomía funcional del cerebro, excluyendo las áreas del habla, la corteza somatosensorial y somato-motriz para ser extirpadas quirúrgica.

## Fundamentos electrofisiológicos
Las señales de ECoG son compuestas por la sincronización de los potenciales postsinápticos (potenciales locales de campo), grabado directamente desde la superficie expuesta de la corteza. Los potenciales se presentan principalmente en las células piramidales corticales, por lo tanto debe pasar a través de diversas capas de la corteza cerebral, líquido cefalorraquídeo (LCR), piamadre y aracnoides antes de llegar a los electrodos subdurales localizados justo debajo de la duramadre (membrana externa del cráneo) . Sin embargo, para llegar a los electrodos del pericraneo de un electroencefalograma (EEG), las señales eléctricas también debe llevarse a cabo a través del cráneo, donde los potenciales se atenúan rápidamente debido a la baja conductividad de los huesos. Por esta razón, la resolución espacial de ECoG es mucho mayor que el EEG, una ventaja de imagen crítica para la planificación prequirúrgica. ECoG ofrece una resolución temporal de aproximadamente 5 ms y una resolución espacial de 1 cm.
Utilizando electrodos de profundidad, el potencial del campo local da una medida de una población neuronal en una esfera con un radio de 0,5 a 3 mm alrededor de la punta del electrodo. Con una frecuencia de muestreo suficientemente alta (más de 10 kHz), los electrodos de profundidad también puede medir los potenciales de acción.  En cuyo caso la resolución espacial se debe a las neuronas individuales, y el campo de visión de un electrodo individual es de aproximadamente 0,05-0,35 mm.

## Procedimiento
El registro del ECoG se realiza mediante electrodos colocados en la corteza expuesta. Para acceder a la corteza, un cirujano debe realizar una craneotomía, la eliminación de una parte del cráneo para exponer la superficie del cerebro. Este procedimiento se puede realizar con anestesia general o bajo anestesia local, si la interacción del paciente es necesaria para el mapeo cortical funcional. Los electrodos son entonces implantados quirúrgicamente en la superficie de la corteza, con la colocación guiada por los resultados del EEG preoperatorio y la resonancia magnética (RM). Los electrodos pueden ser colocados fuera de la duramadre (epidural) o bajo la duramadre (subdural). Las matrices de electrodos del ECoG consisten normalmente de dieciséis electrodos de acero inoxidable, punta de carbón, platino, oro o de balón, cada uno montado en una articulación de rótula para facilitar el posicionamiento. Estos electrodos se conectan a una red en forma de corona o de halo. Los electrodos de tira subdural y red también son ampliamente utilizados en diversas dimensiones, que tiene entre 4 y 64 contactos de electrodos. Las redes son transparentes, flexibles y numeradas en cada contacto de electrodos. El espaciado estándar entre los electrodos red es de 1 cm; los electrodos individuales son típicamente de 5 mm de diámetro. Los electrodos se colocan ligeramente en la superficie cortical, y están diseñadas con la flexibilidad suficiente para garantizar que los movimientos normales del cerebro no causan daño. Una ventaja clave de los tipos de organización de electrodos de franja y red es que pueden ser deslizados por debajo de la duramadre en las regiones corticales que no están expuestas por la craneotomía. La franja de electrodos y colocación de electrodos en forma de corona se puede utilizar en cualquier combinación deseada. Los electrodos de profundidad también se puede usar para registrar la actividad de las estructuras más profundas como el hipocampo.

## Estimulación Cortical Eléctrica Directa (DCES)
La Estimulación Cortical Eléctrica Directa (DCES) es frecuentemente realizada en concurrencia con la grabación del ECoG para mapeo funcional de la corteza y la identificación de las estructuras corticales críticas. Cuando se utiliza una configuración de corona, se pueden estimular remotamente los electrodos. Sin embargo, cuando se utiliza una franja subdural, el estímulo debe ser aplicado entre los pares de electrodos adyacentes, debido al material no conductor que conecta a los electrodos en la red. Las corrientes de estimulación eléctrica aplicada a la corteza son relativamente bajas, entre 2 a 4 mA para la estimulación somatosensorial, y cerca de 15 mA para la estimulación cognitiva.
Las funciones más comunes asignadas a través de DCE son el de las funciones motoras y sensoriales primarias y el idioma. El paciente debe estar alerta e interactivo para los procedimientos de mapeo, aunque la participación del paciente varía con cada procedimiento. El mapeo del lenguaje puede incluir nombres, lectura en voz alta, repetición y comprensión oral, el mapeo somatosensorial requiere que el paciente describa las sensaciones experimentadas en la cara y las extremidades, a medida que el cirujano estimule las diferentes regiones corticales.

## Aplicaciones clínicas
Desde su desarrollo en la década de 1950, ECoG se ha utilizado para localizar zonas epileptogénicas durante la planificación prequirúrgica, un mapa de las funciones corticales, y para predecir el éxito de la resección quirúrgica de epilepsia. ECoG ofrece varias ventajas sobre las modalidades alternativas de diagnóstico:
• Flexibilidad en la colocación de electrodos de registro y estimulación
• Se puede realizar en cualquier momento antes, durante y después de una cirugía
• Permite la estimulación eléctrica directa al cerebro, haciendo posible la identificación de regiones críticas de la corteza cerebral que deben evitar ser tocadas durante la cirugía
• Mayor precisión y sensibilidad que un EEG - la resolución espacial es mayor y la relación señal/ruido es superior debido a su mayor proximidad a la actividad neuronal
Las limitaciones de la ECoG incluyen:
• Limitado tiempo de muestreo - por lo tanto las convulsiones (eventos ictales) puede que no se registren durante el período de grabación del ECoG
• Se limita el campo de visión - la colocación de los electrodos está limitado por el área de la corteza expuesta y el tiempo de la cirugía, por lo cual puede producir errores de muestreo
• La grabación está sujeta a la influencia de los anestésicos, analgésicos y la cirugía en sí

## Epilepsia intratable
La epilepsia es actualmente clasificado como el tercer trastorno neurológico más comúnmente diagnosticado, que afecta aproximadamente a 2,5 millones de personas en los Estados Unidos. Las crisis epilépticas son crónicas y ajenas a cualquier causa que pueda ser tratada inmediatamente, como las toxinas o enfermedades infecciosas, y pueden variar considerablemente dependiendo de la etiología, los síntomas clínicos y el lugar de origen en el cerebro. Para los pacientes con epilepsia intratable - epilepsia que no responde a los anticonvulsivantes - el tratamiento quirúrgico puede ser una opción de tratamiento viable.
ECoG extraoperatorio
Antes de que un paciente pueda ser identificado como un candidato para la cirugía de resección, la IRM (Imagen por resonancia magnética) se debe realizar para demostrar la presencia de una lesión estructural en la corteza, apoyada por la evidencia del EEG del tejido epileptógeno. Una vez que una lesión ha sido identificada, ECoG se puede realizar para determinar la ubicación, el alcance de la lesión y la región circundante irritativos. El EEG, mientras que es una herramienta de diagnóstico valiosa, carece de la precisión necesaria para localizar la región epileptógena. ECoG se considera el estándar para la evaluación de la actividad neuronal en los pacientes con epilepsia, y es ampliamente utilizado en la planificación prequirúrgica para guiar la resección de la lesión y la zona epileptógena. El éxito de la cirugía depende de la localización exacta y la eliminación de la zona epileptogénica. Los datos del ECoG se evalúa con respecto a la actividad ictal pico - "onda rápida de actividad difusa", grabado durante una crisis - y la actividad epileptiforme interictal (AIE), que son breves estallidos de actividad neuronal registrado entre los eventos epilépticos. ECoG también se realiza después de la cirugía de resección para detectar cualquier actividad epileptiforme restante, y para determinar el éxito de la cirugía. La actividad alta en el ECoG, sin ser modificada por la resección, indican poco control de las convulsiones y la neutralización incompleta de la zona cortical epileptógena. Más cirugías pueden ser necesarias para erradicar completamente la actividad convulsiva.
ECoG intraoperatoria
El objetivo de la cirugía de resección es remover el tejido epileptogénico sin causar consecuencias neurológicas inaceptables. Además de la identificación y localización de la extensión de las zonas epileptogénica, utilizar el ECoG junto con la Estimulación Cortical Eléctrica Directa es una valiosa herramienta para el mapeo cortical funcional. Es de vital importancia para localizar con precisión las estructuras críticas del cerebro, identificando las partes que el cirujano debe dejar intactas en las resecciones (la corteza elocuente) con el fin de preservar el procesamiento sensorial, la coordinación motora y del habla. Para un mapeo funcional se requiere que el paciente sea capaz de interactuar con el cirujano, por lo que se realiza bajo anestesia local en lugar de anestesia general. La estimulación eléctrica con electrodos de profundidad cortical y agudo se usa para probar las distintas regiones de la corteza con el fin de identificar los centros del habla, la integración somato-sensorial y el procesamiento somato-motriz. Durante la cirugía de resección, ECoG intraoperatorio también se puede realizar para controlar la actividad epiléptica de los tejidos y garantizar que la zona epileptogénica sea reseccionada.
Aunque el uso de ECoG extraoperatorio e intraoperatorio en cirugía de resección ha sido una práctica clínica aceptada por varias décadas, los estudios recientes han demostrado que la utilidad de esta técnica puede variar basado en el tipo de epilepsia un paciente presenta. Kuruvilla y Flink informó que si bien ECoG intraoperatorio juega un papel crítico en la lobectomías temporales, en múltiples transecciones sub-pial (MST), y en la eliminación de las malformaciones del desarrollo cortical (MCD), se ha encontrado poco práctico en la resección estándar del lóbulo temporal medial epilepsia (ELT) con pruebas de la esclerosis mesial temporal (MTS). Un estudio realizado por Wennberg, Quesney, y Rasmussen demostró la importancia de ECoG prequirúrgico en los casos de epilepsia en el lóbulo frontal (FLE).

## Aplicaciones en el campo de investigación
ECoG ha surgido recientemente como una técnica de grabación prometedores para su uso en la Interfaz Cerebro Computadora (BCI). BCI son interfaces neuronales directas que proporcionan el control de la prótesis o dispositivos electrónicos o de comunicación utilizando señales directas del cerebro de la persona. Las señales del cerebro se pueden registrar como invasivas, con dispositivos de grabación implantados directamente en la corteza, o no invasiva, utilizando electrodos de EEG en el pericráneo. ECoG sirve para proporcionar una solución de parcialmente invasiva entre las dos modalidades - mientras que ECoG no penetra la barrera hematoencefálica, como dispositivos de grabación invasiva, que cuenta con una mayor resolución espacial y una mayor relación señal-ruido que el EEG. Un estudio reciente de Shenoy et al. demuestra el alto potencial de movimiento con precisión de BCIS basados en ECoG.

## Avances recientes en la tecnología ECoG
El electrocorticograma sigue siendo considerado como el estándar para la definición de zonas epileptogénico, sin embargo, este procedimiento es arriesgado y altamente invasivo. Estudios recientes han explorado el desarrollo de una técnica de imagen cortical no invasiva para la planificación prequirúrgica que puede proporcionar información similar y la misma resolución que la ECoG invasiva.
En un enfoque novedoso, Bin He et al. trata de integrar la información proporcionada por un RM estructural y un EEG del pericráneo para proporcionar una alternativa no invasiva para ECoG. Este estudio investigó un enfoque de localización de un subespacio de alta resolución, FINE (principio de vectores primarios), para poder ver y tener un estimado del grado de extensión utilizando el EEG pericráneal como fuente. Una técnica de umbralización se aplicó a la tomografía que resultó de los valores de correlación del subespacio con el fin de identificar la fuente epileptogénica. Este método ha sido probado en tres pacientes pediátricos con epilepsia intratable, con resultados alentadores. Cada paciente fue evaluado mediante una RM estructural, monitorización de vídeo EEG a largo plazo con los electrodos en el pericráneo y posteriormente, con electrodos subdurales. Los datos del ECoG se registraron de las redes de electrodos subdurales implantadas directamente sobre la superficie de la corteza. Las imágenes de RM y las tomografías computarizadas se obtuvieron también para cada paciente.
Las zonas epileptogénicas identificadas a partir de datos de EEG preoperatorios fueron validados por observaciones a partir de datos ECoG postoperatorio en los tres pacientes. Estos resultados preliminares sugieren que es posible dirigir la planificación quirúrgica y localizar las zonas de epileptogénica de una forma no invasiva mediante la proyección de imagen y la integración de los métodos descritos. Los hallazgos del EEG fueron validados por los resultados quirúrgicos de los tres pacientes. Después de la resección quirúrgica, dos pacientes dejaron de tener ataques epilépticos por completo y el tercero ha experimentado una reducción significativa de ataques epilépticos. Debido a su éxito clínico, FINE ofrece una alternativa prometedora a ECoG preoperatorio, proporcionando información tanto sobre la ubicación y extensión de las fuentes epileptógenas a través de un procedimiento de imagen no invasivo.